# Zohra ben Lakhdar
Zohra ben Lakhdar Akrout (12 tháng 3 năm 1943 -) là một nhà quang phổ học Tunisia chuyên phát triển các phương pháp quang phổ mới để nghiên cứu ảnh hưởng của chất ô nhiễm đến chất lượng không khí, nước và thực vật .  Bà đã giành được giải thưởng L'Oréal-UNESCO cho phụ nữ trong khoa học năm 2005.

## Sự nghiệp
Ben Lakhdar tốt nghiệp năm 1968 tại Đại học Pierre và Marie Curie. Bà lấy bằng tiến sĩ từ cùng một trường đại học vào năm 1978 với luận án có tên "Ứng dụng à l'étude de la raie 4047Å de mercure de la méthode à balayage Magnétique" (nghiên cứu về hình dạng của dòng thủy ngân 4047 sử dụng từ trường có thể điều chỉnh được). Bà trở về Tunisia để trở thành giáo sư vào năm 1982 tại Đại học Tunis và làm giám đốc Phòng thí nghiệm Quang phổ phân tử nguyên tử và Ứng dụng (LSAMA). Bà là thành viên sáng lập của Hiệp hội Vật lý Tunisia và là thành viên sáng lập của Hiệp hội Thiên văn học Tunisia.

## Danh dự
Bà được bầu vào năm 1992 vào Học viện Khoa học Thế giới Hồi giáo. Bà là thành viên của Viện Hàn lâm Khoa học Châu Phi từ năm 2006. Bà trở thành thành viên liên kết cao cấp tại Trung tâm Vật lý lý thuyết quốc tế Abdus Salam (ICTP). Bà đã giành được năm 2005 giải thưởng L'Oréal-UNESCO dành cho phụ nữ trong khoa học về "thí nghiệm và mô hình trong quang phổ hồng ngoại và các ứng dụng của nó đối với ô nhiễm, phát hiện và y học".  Bà được xác định là anh hùng Khoa học trong Dự án Anh hùng của tôi.